# 室井照平
室井 照平（むろい しょうへい、1955年（昭和30年）9月28日 - ）は、日本の政治家。福島県会津若松市長（4期）。元福島県議会議員（1期）、元会津若松市議会議員（2期）。

## 来歴
福島県会津若松市出身。会津若松市立謹教小学校、会津若松市立第三中学校、福島県立会津高等学校卒業。1978年（昭和53年）3月、東北大学経済学部経営学科卒業。同年4月、北海道拓殖銀行に入行。1980年（昭和55年）、帰郷し家業の室井商店を継ぐ。
1999年（平成11年）4月、会津若松市議会議員選挙に無所属で出馬し、初当選。2003年（平成15年）4月、同市議選に2期目の当選。2006年（平成18年）10月5日、市議を辞職。
2006年（平成18年）11月12日執行の福島県議会議員補欠選挙に、自由民主党公認で会津若松市・北会津郡選挙区から出馬し、当選。2007年（平成19年）4月8日執行の県議選に2期目を目指して出馬するも、落選。
2011年（平成23年）8月7日執行の会津若松市長選挙に無所属で出馬。元河東町長の栗城春夫を破り、初当選。得票数は、室井：30,887票、栗城：27,824票。投票率は、59.99％だった。同日、市長に就任。
2015年（平成27年）7月19日告示の市長選では無投票で再選。
任期満了に伴う市長選への3選出馬表明後、2019年（平成31年）4月9日、市議の阿部光正が出馬の意向を表明し、7月には元県議会議長の平出孝朗が出馬の意思を固めた。8月4日執行の市長選で、庁舎建て替え計画を見直しを訴える平出、阿部らを破り3選。投票率は過去最低の53.41％。
2023年（令和5年）7月30日執行の市長選には室井のほか元県議の水野さち子、元市議会議長の目黒章三郎、芸能事務所社長の長谷沼邦彦で争い水野、目黒らを破り4選を果たした。得票数は室井：23,231票、水野：13,738票、目黒：10,481票、長谷沼：546票。投票率は51.11％と過去最低を更新した。

## 市政
- 2020年（令和2年）5月22日、新型コロナウイルス対策の財源に充てるため、自身の7月から2021年（令和3年）3月までの月額給与を25％減額すると発表した、副市長については17％、教育長や常勤の監査委員などについては10％減額する[10]。